# تيانشيانغ تشانغ
تيانشيانغ تشانغ (بالألمانية: Zhang Dianxiang) (و. 1963 – م) هو عالم نبات من جمهورية الصين الشعبية .